# Dermot McGrath
Dermot McGrath (auch Magrath, M’Grath, Creagh, irisch Diarmaid Mag Raith; * im 16. Jahrhundert; † im 17. Jahrhundert) war ein irischer römisch-katholischer Geistlicher und ab 1580 Bischof von Cork und Cloyne.

## Leben
Seit der Loslösung der englischen Kirche von Rom durch Heinrich VIII. und Elisabeth I. war der Katholizismus im britischen Herrschaftsbereich als königsfeindlich und hochverräterisch verboten und wurde zum Teil blutig verfolgt. In Irland widersetzten sich Hierarchie und Bevölkerung mehrheitlich der Protestantisierung.
Dermot McGrath war ein Großneffe von Richard Creagh, dem katholischen Erzbischof von Armagh († 1588 im Tower of London), und ein Cousin von Miler Magrath († 1622). Dieser, ursprünglich Franziskaner-Minorit und ab 1565 katholischer Bischof von Down und Connor, spielte hinsichtlich der königlichen Kirchenpolitik ein doppeltes Spiel, wurde 1571 anglikanischer Erzbischof von Cashel, schützte aber gleichzeitig seinen „papistischen“ Cousin durch gezielte Informationen.
Dermot McGrath studierte im Ausland Theologie, kehrte zur Zeit der zweiten Desmond-Rebellion nach Irland zurück und wurde am 12. Oktober 1580 vom Papst gegen den entschieden protestantischen Bischof Matthew Sheyne († 1582, Nachfolger William Lyon) zum katholischen Bischof von Cork und Cloyne ernannt. Sein gegenreformatorischer Eifer führte zur raschen Rekatholisierung Corks, so dass 1603 führende Bürger protestantische Bibeln und Gottesdienstbücher verbrannten und versuchten, die katholische Messe in den Kirchen der Stadt wiederherzustellen. Er nutzte dazu die durch die Munster Plantation hervorgerufene Unzufriedenheit der Bevölkerung.
McGrath entging mehrfach der Festnahme und Hinrichtung, so im November 1600, als ihn Soldaten des Earl of Thomond in einem Versteck auf dem Lande aufspürten, aber wegen seiner abgerissenen Kleidung und Ärmlichkeit nicht erkannten. Danach verliert sich seine Spur. 1614 ernannte der Heilige Stuhl einen Apostolischen Vikar für Cork und Cloyne; demzufolge war McGrath zu diesem Zeitpunkt verstorben.
Im Jahr 1603 kam der Corker Priester Dermot McCarthy mit 40 Gefährten nach Bordeaux und gründete dort, unterstützt von Erzbischof François d’Escoubleau de Sourdis, das Irische Kolleg. Name und Zeitpunkt legen eine Identität dieses Dermot McCarthy mit Dermot McGrath/Creagh nahe.